# Неперів логарифм

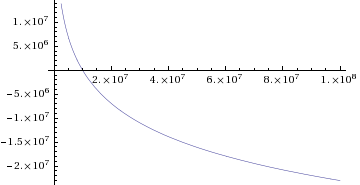
Графік неперового логарифма для значень аргументу від 0 до 10^{8}

Під неперовим логарифмом (англ. Napierian (Naperian) logarithm), як правило, розуміють натуральний логарифм. Сам Джон Непер, ім'я якого носить функція, описав функцію, що не збігається зі сучасним натуральним логарифмом (див. нижче). Тому під неперовим логарифмом можуть розуміти саме ту функцію, яку використав він:
{\displaystyle \mathrm {NapLog} (x)={\frac {\log {\frac {10^{7}}{x}}}{\log {\frac {10^{7}}{10^{7}-1}}}}.}
Це частка від ділення логарифмів, тому вибір основи не принциповий. Згідно зі сучасним розумінням, цей вираз не є логарифмом. Однак його можна переписати так:
{\displaystyle \mathrm {NapLog} (x)=\log _{\frac {10^{7}}{10^{7}-1}}10^{7}-\log _{\frac {10^{7}}{10^{7}-1}}x}
що є лінійною функцією конкретного логарифму. Вона має багато властивостей логарифму в його сучасному розумінні, наприклад:
{\displaystyle \mathrm {NapLog} (xy)=\mathrm {NapLog} (x)+\mathrm {NapLog} (y)-161180950}

## Властивості
Неперів логарифм пов'язаний із натуральним:
{\displaystyle \mathrm {NapLog} (x)\approx 9999999.5(16.11809565-\ln x)}
Також він пов'язаний з десятковим логарифмом:
{\displaystyle \mathrm {NapLog} (x)\approx 23025850(7-\log _{10}x).}
При цьому
{\displaystyle 16.11809565\approx 7\ln \left(10\right)}
і
{\displaystyle 23025850\approx 10^{7}\ln(10).}